# Margaret Garner

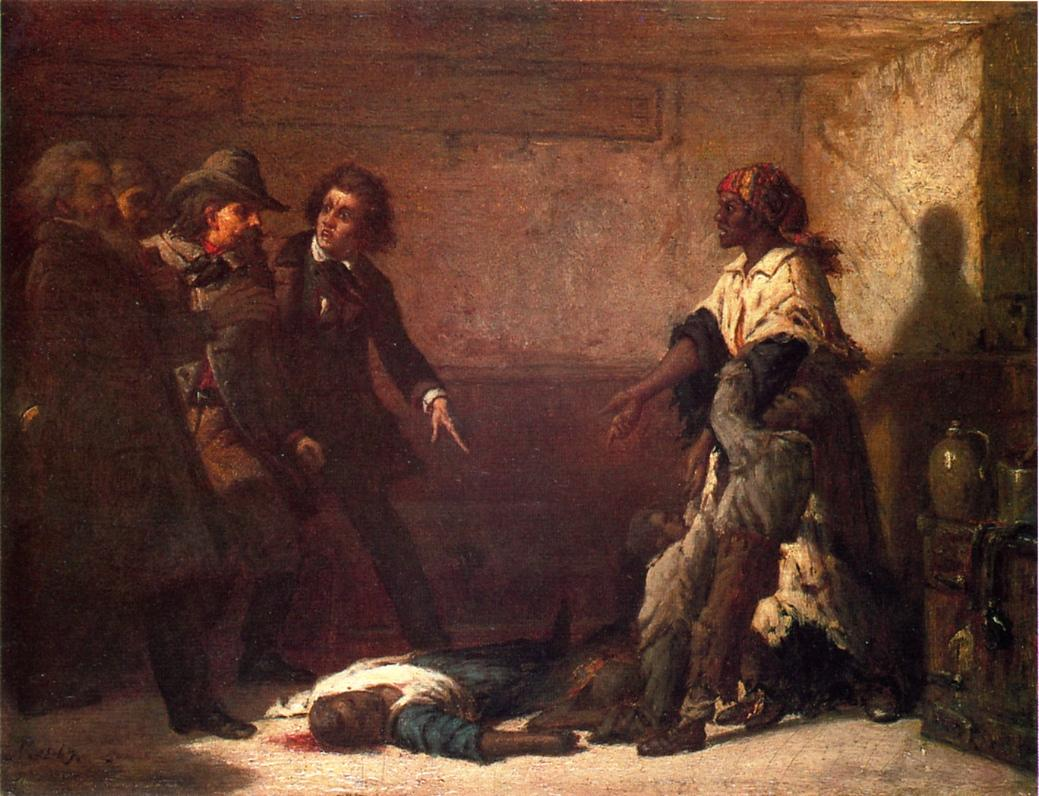
Margaret Garner (Wspóczena Medea), 1867

Margaret Garner (ur. ok. 1834, zm. ok. 1858) – afroamerykańska niewolnica, która  z czwórką dzieci uciekła z plantacji swojego właściciela w styczniu 1856. Osaczona przez łowców niewolników postanowiła zabić potomstwo i siebie, uważała bowiem, że śmierć jest lepsza od zniewolenia. Ostatecznie przed ujęciem zabiła jedno dziecko, dokonała tego rzeźnickim nożem. Wydarzenie odbiło się szerokim echem w Stanach Zjednoczonych, było argumentem dla abolicjonistów, świadczącym jak zniewolenie niszczy ludzi i deprawuje ich psychikę. Margaret Garner groziła kara śmierci, jednak uniknęła kary po nagłośnieniu wydarzenia, wkrótce zmarła na tyfus.
Tragiczne losy Margaret Garner stały się też inspiracją dla artystów i pisarzy. W 1867 Thomas Satterwhite Noble namalował obraz Margaret Garner (Współczesna Medea), który zdobył znaczną popularność dzięki rozpowszechnieniu w postaci rycin. Obraz znajduje się w stałej ekspozycji National Underground Railroad Freedom Center w Cincinnati. 
We wrześniu 1987, późniejsza noblistka Toni Morrison wydała powieść Beloved (w polskim tłumaczeniu Umiłowana). Za Beloved autorka otrzymała Nagrodę Pulitzera, na podstawie powieści powstał film pod tym samym tytułem (w Polsce Pokochać) i libretto opery Margaret Garner.